# Dennis Tito

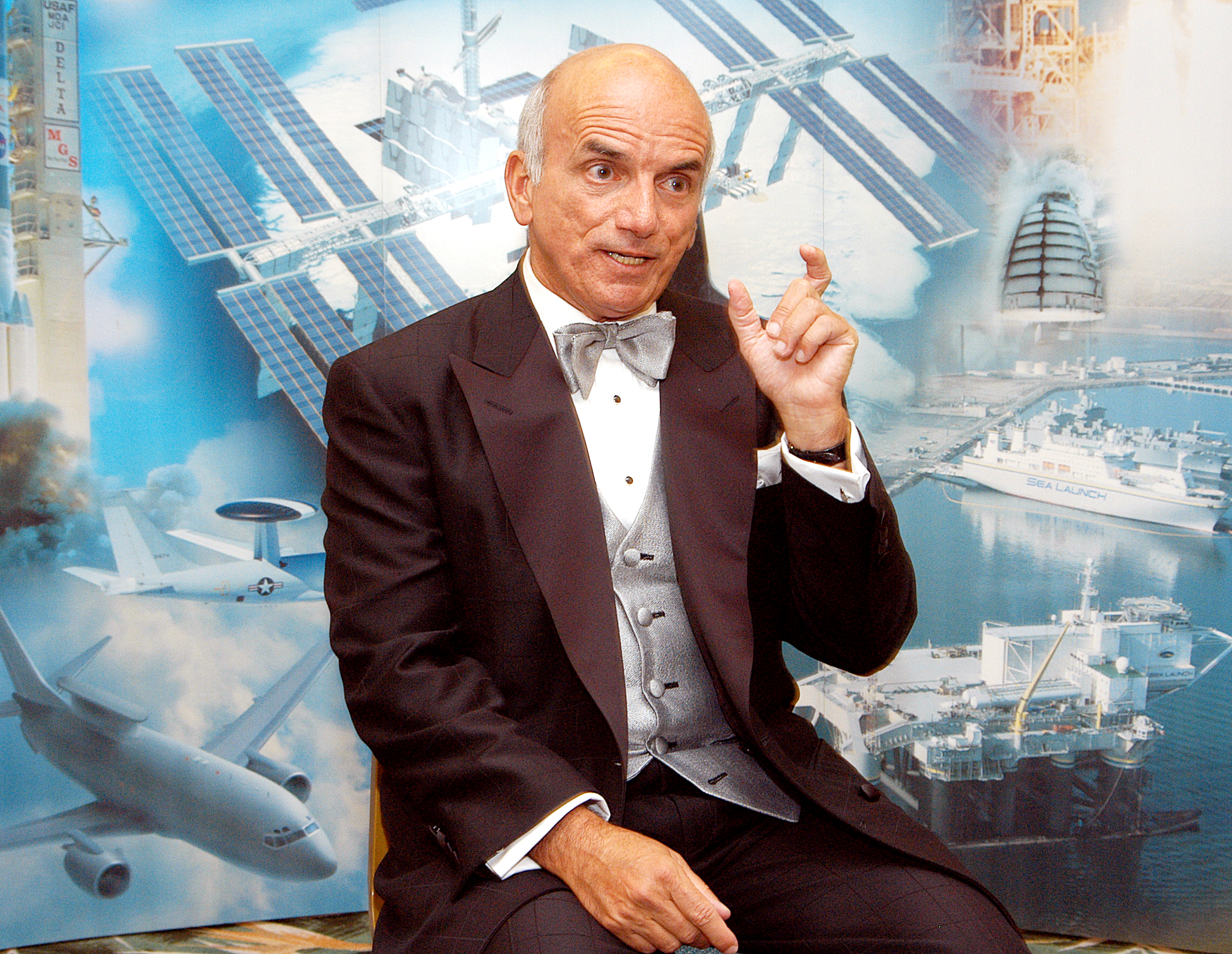
Dennis Tito

Dennis Tito (născut: 8 august, 1940, Queens, New York) este un multimilionar american, care și-a câștigat și statutul de celebritate prin faptul că a devenit primul turist spațial.
Tito a obținut un Bachelor of science în astronautică și aeronautică la New York University în 1962 (titlul este echivalent licenței din statele europene; adică primul grad academic (cel mai de jos), iar mai târziu a obținut și un Master of science, (specialitatea inginerie) la Rensselaer Polytechnic Institute, Troy, New York. La 18 mai 2002 a obținut un titlu de Doctor honorific de la același Institut (Rensselaer Polytechnic Institute), care îi recunoscuse cu ani în urmă și Masteratul. Se numără printre foștii cercetători ai proiectului Jet Propulsion Laboratory de la NASA. În 1972 a fondat Wilshire Associates, o societate de asistență și consultanță financiară în Santa Monica, California.
Pe 28 aprilie 2001 Tito s-a alăturat echipajului navetei Sojuz TM-32 și, timp de 7 zile, 22 de ore și 4 minute a rămas cu ei pe orbită. Pentru această călătorie a sa, Tito, a achitat suma de 20 de milioane de dolari americani.